# Mathieu Flamini
Mathieu Flamini, född 7 mars 1984 i Marseille, Frankrike, är en fransk före detta fotbollsspelare.

## Karriär
Arsène Wenger värvade Flamini till Arsenal FC från Olympique Marseille då hans kontrakt för klubben löpte ut sommaren 2004. Hans position på planen är mittfältare, fast han har även spelat back när Arsenal haft skadeproblem på den positionen.
Hans debut i arsenaltröjan var ett bortamöte mot Everton 15 augusti 2004, som slutade 4-1 till Arsenal. Hans första mål i Arsenal kom i 7-0 segern mot Everton i säsongens sista hemmamatch 2005.
Hans stora genombrott kom säsongen 2007-08 då han erövrade innermittfältsplatsen bredvid Fabregas från Gilberto Silva. Han bytte klubbadress till den italienska storklubben AC Milan den 5 maj 2008.
Under transferfönstret sommaren 2013 värvade Arsenal FC honom gratis, eftersom kontraktet med hans gamla klubb AC Milan löpte ut.
Den 2 februari 2018 värvades Flamini av spanska Getafe, där han skrev på ett kontrakt över resten av säsongen 2017/2018.

## Meriter
- Serie A: 2010/2011